# Kent Callister
Kent Callister (ur. 9 listopada 1995 w San Diego) – australijski snowboardzista specjalizujący się w halfpipe’ie. Zajął 9. miejsce w tej konkurencji na igrzyskach olimpijskich w Soczi. Do tej pory na mistrzostwach świata startował czterokrotnie, lecz najlepszy wynik zanotował w 2019 roku, gdzie zajął 5. miejsce w swej konkurencji. Najlepsze wyniki w Pucharze Świata osiągnął w sezonie 2014/2015, kiedy to zajął 21. miejsce w klasyfikacji generalnej (AFU), a w klasyfikacji halfpipe’u był 4.

## Sukcesy

### Igrzyska olimpijskie
| Miejsce | Dzień     | Rok  | Miejscowość | Konkurencja | Zwycięzca           |
| ------- | --------- | ---- | ----------- | ----------- | ------------------- |
| 9.      | 11 lutego | 2014 | Soczi       | Half-pipe   | Iouri Podladtchikov |

### Mistrzostwa świata
| Miejsce | Dzień       | Rok  | Miejscowość   | Konkurencja | Zwycięzca           |
| ------- | ----------- | ---- | ------------- | ----------- | ------------------- |
| 15.     | 20 stycznia | 2013 | Stoneham      | Half-pipe   | Iouri Podladtchikov |
| 6.      | 17 stycznia | 2015 | Kreischberg   | Half-pipe   | Scotty James        |
| 11.     | 11 marca    | 2017 | Sierra Nevada | Half-pipe   | Scotty James        |
| 5.      | 8 lutego    | 2019 | Park City     | Half-pipe   | Scotty James        |

### Puchar Świata

#### Miejsca w klasyfikacji generalnej AFU
- 2012/2013 – 47.
- 2013/2014 – 93.
- 2014/2015 – 21.

#### Miejsca na podium w zawodach
1. Park City – 1 marca 2015 (Halfpipe) – 3. miejsce